# الاختراعات الأربعة العظيمة للصين القديمة

صور متحركة تمثل أسلوب صناعة الورق في الصين القديمة

الاختراعات الأربعة العظيمة للصين القديمة (بالصينية المبسطة 四大發明 وبالصينية التقليدية 四大发明) هي أربعة اختراعات تنسب إلى الصينيين، والتي كان لها كبير الأثر على الحضارة البشرية، لذا يحتفل بها في الحضارة الصينية، إذ تعد رمزاً للتقدم العلمي والتكنولوجي للصين القديمة.
تلك الاختراعات الأربعة هي:
- البوصلة
- البارود
- صناعة الورق
- الطباعة

تجاوز تأثير هذه الاختراعات حدود الصين، وانتقلت هذه المعارف إلى جميع أنحاء العالم، مما فتح الباب لتسليط الضوء على أوجه التبادل الثقافي والتقني بين الشرق والغرب.

## اقرأ أيضاً
- تاريخ الصين